# 포도원

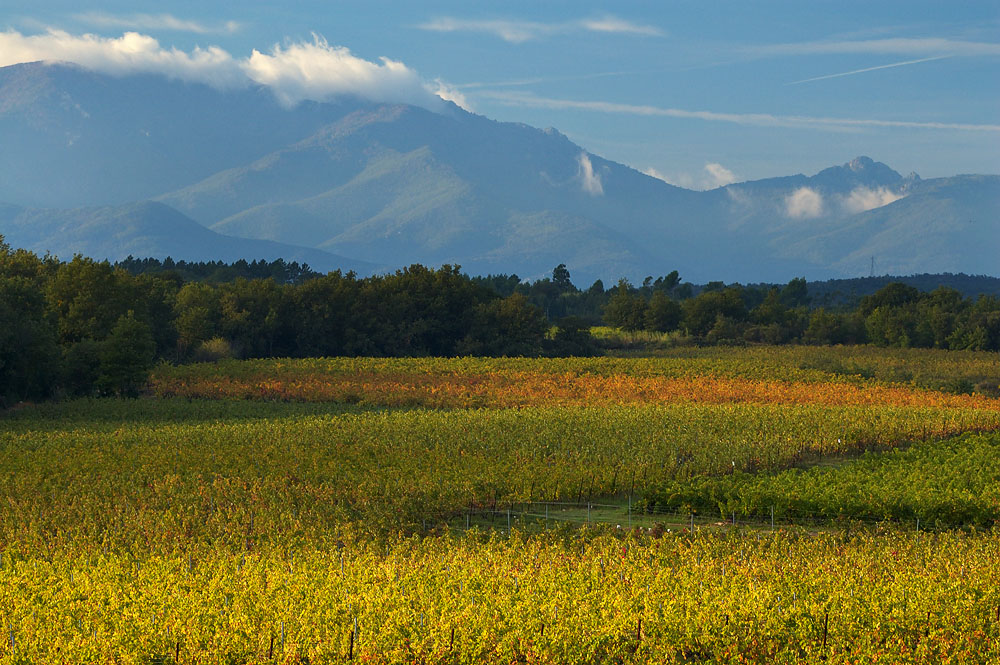
프랑스 랑그도크의 포도원

포도원(葡萄園, vineyard) 또는 포도밭은 주로 포도주 양조를 위해 재배되는 포도나무 농장이지만 건포도, 식탁용 포도 및 무알콜 포도 주스도 재배한다. 포도원 생산에 대한 과학, 실습 및 연구를 포도 재배라고 한다. 포도원은 종종 테루아르로 특징지어진다. 테루아르는 느슨하게 번역되는 프랑스어 용어로 "장소 감각"으로 해석되며, 이는 와인 자체에 전달될 수 있는 포도나무 농장의 특정한 지리적, 지질학적 특성을 나타낸다.

## 역사
와인 생산에 대한 최초의 증거는 기원전 6000년에서 5000년 사이로 거슬러 올라간다. 와인 제조 기술은 고대 그리스 시대에 비해 상당히 발전했지만, 우리가 알고 있는 재배 기술이 유럽 전역에 널리 퍼진 것은 로마 제국 말기였다.